# راش دي هولت الابن
راش دي هولت، الابن (بالإنجليزية: Rush D. Holt Jr.)‏ (و. 1948 – م) هو فيزيائي، وسياسي، وعالم فيزياء فلكية، وعالم فلك، وأستاذ جامعي من الولايات المتحدة الأمريكية . ولد في ويستون .وهو عضواً في الحزب الديمقراطي الأمريكي .

## مناصب
تولى منصب عضو مجلس النواب الأمريكي .

## التعليم
تعلم في كلية كارلتون، وجامعة نيويورك

## مناصب وهيئات
أدار جامعة برنستون.